# Anke Kortemeier
Anke Kortemeier (Monaco di Baviera, 9 novembre 1975) è un'attrice, doppiatrice e presentatrice tedesca.
In tedesco, ha preso parte ai doppiaggi di numerose pellicole di successo e di blockbuster, nonché ad altrettante serie, sia animate che televisive.

## Carriera
Anke Kortemeier incominciò la sua attività di doppiatrice già nel 1980, introdotta da una conoscenza di sua madre all'interno dell'industria cinematografica tedesca. In questo periodo doppiò, tra gli altri, molti cortometraggi cechi tratti da fiabe europee ed il personaggio di Sally Brown nei film dei Peanuts .
Nel 1994 per la prima volta recitò come attrice per una produzione ZDF, dopo un periodo di lezioni private, mentre come presentatrice, dopo il 1995 e il 1996, già con ARD e ZDF, condusse il programma estivo per bambini  Ferienfieber e anche Tabaluga tivi, assieme a Marco Ströhlein.
Negli anni successivi ricoprì ulteriori ruoli come doppiatrice (divenendo la doppiatrice ufficiale di Lindsay Lohan), di cinema e animazione, come attrice, in film e serie televisive, e come presentatrice, soprattutto per Disney Channel. 

## Vita privata
Risiede a Monaco con suo marito ed i suoi figli. Molto impegnata dal punto di vista umanitario, presta il suo aiuto ai bambini e agli animali in Africa. Uno dei suoi più grandi passatempi è il canto. Nei crediti del film The Lockout (in cui doppia Isla Fisher) viene soprannominata "Luvlee".

## Programmi televisivi
- Tabaluga tivi (1997-1999)
- Star Kids (2004)
- Playhouse Disney (2004)

## Filmografia

### Attrice

#### Televisione
- Der Bulle von Tölz: Palermo ist nah – serie TV, 1x04 (1996)
- Markus Merthin, medico delle donne (episodio Unverträglichkeiten) – serie TV, 2x08 (1997)
- Ärzte – serie TV, episodi 6x01-6x02(1998)
- Guardia costiera (Küstenwache) – serie TV, 10 episodi (1999)
- Die Schule am See – serie TV, 3 episodi 3x02-3x05-3x07 (2000)
- Die Cleveren – serie TV, episodio 2x02 (2000)
- Tatort – serie TV, episodio 1x532 (2003)
- Mein Leben & Ich – serie TV, episodio 2x09 (2003)
- Deutschmänner, regia di Ulli Baumann – film TV (2006)

## Doppiaggio

### Film
- Asia Argento in Trauma
- Sarah Michelle Gellar in Scream 2
- Jordana Brewster in The Faculty
- Monica Keena in College femminile
- Selma Blair in Cool Girl
- Clea DuVall in Fiore bruciato
- Heather Matarazzo in Pretty Princess
- Maggie Gyllenhaal in I ragazzi della mia vita
- Maggie Gyllenhaal in Il ladro di orchidee
- Meghan Black in Carrie
- Merritt Wever in Signs
- Jena Malone in Ritorno a Cold Mountain
- Sarah Drew in Mi chiamano Radio
- Heather Matarazzo in Principe azzurro cercasi
- Kat Dennings in Nata per vincere
- Keira Knightley in King Arthur als Guinevere
- Lindsay Lohan in Quel pazzo venerdì, Quanto è difficile essere teenager!, Herbie - Il super Maggiolino, Donne, regole... e tanti guai!
- Meghan Black in NTSB: The Crash of Flight 323
- Jennifer Carpenter in L'esorcismo di Emily Rose
- Sumi Shimamoto in Nausicaä della Valle del vento
- Monica Keena in Bad Girls
- Heather Matarazzo in Hostel 2
- Isla Fisher in Sguardo nel vuoto
- Whitney Cummings in Un amore di testimone
- Louise Bourgoin in Travolti dalla cicogna
- Rebecca Hall in 1921 - Il mistero di Rookford
- Ophelia Lovibond in Amici, amanti e...
- Louise Bourgoin in La religiosa
- Oona Castilla Chaplin in La risposta è nelle stelle
- Gemma Chan in Animali fantastici e dove trovarli
- Hisako in Il ragazzo e l'airone
- Ruby Wendell in Il superpoliziotto del supermercato

### Serie televisive
- Oona Chaplin ne Il Trono di Spade
- Eva Amurri Martino in Undateable
- Alexa Davalos ne L'uomo nell'alto castello
- Tuva Novotny in Nobel
- Oona Chaplin in Taboo
- Celeste Loots in One Piece

### Serie televisive d'animazione
- Yumi Tōma in Slayers
- Mathilda in Beyblade
- Kaya e Perona in One Piece

### Videogiochi
- Tails in Sonic Generations, Sonic Lost World, Sonic Boom: L'ascesa di Lyric, Sonic Boom: Frammenti di cristallo, LEGO Dimensions, Mario & Sonic ai Giochi olimpici invernali di Sochi 2014, Sonic Boom: Fuoco e ghiaccio, Mario & Sonic ai Giochi olimpici di Rio 2016, Sonic Forces
- Chespin in Super Smash Bros. Ultimate